# 장춘로
장춘로(Jangchun-ro)는 울산광역시 중구 우정동 선경2차아파트앞교차로와 학산동 복산육거리를 잇는 울산광역시의 도로이다.

## 주요 경유지
울산광역시
- 중구 (우정동 · 중앙동 · 학산동)

## 노선
| 이름                  | 접속 노선              | 소재지     | 소재지 | 비고 |
| --------------------- | ---------------------- | ---------- | ------ | ---- |
| 선경2차아파트앞교차로 | 국도 제31호선 (명륜로) | 울산광역시 | 중구   |      |
| 목살골목입구교차로    | 옹수골길               | 울산광역시 | 중구   |      |
| 동헌사거리            | 동헌길                 | 울산광역시 | 중구   |      |
| 울산초교삼거리        | 문화의거리             | 울산광역시 | 중구   |      |
| 복산초교사거리        | 옥골샘1길              | 울산광역시 | 중구   |      |
| 복산육거리            | 번영로 학성1길         | 울산광역시 | 중구   |      |

## 주요 건물 및 시설
- 타이어프로 우정점 (장춘로 6/우정동 280-38)
- 우정동 행정복지센터 (장춘로 30/우정동 277-18)
- 양사초등학교 (울산광역시 중구 장춘로 95)